# Delfín pobřežní
Delfín pobřežní (Stenella attenuata) je pantropicky rozšířený druh delfína z pětičlenného rodu Stenella. Místy jeho rozšíření zasahuje až do mírného pásu. Druh je členěn na 3 poddruhy. Dospělý jedinec měří přibližně 2,5 m a váží 120 kg.
Jeho charakterním znakem je fialový podkruhový oblouk nad nadočnicovým obloukem, který je velký asi 3 mm. Delfín pobřežní je blízký příbuzný delfína skákavého.

## Alternativní jména
- Stenella capensis
- Stenella dubia
- Stenella dubius
- Stenella graffmani
- Stenella malayana
- Stenella punctata
- Steno attenuatus
- delfín Graffamův
- delfín mexický